# 东张水库
东张水库位于中国福建省福州市福清市宏路镇，是以灌溉、供水为主要功能的大（二）型水库。灌溉面积30万亩。